# Kąp (Miłki)
Pour les articles homonymes, voir Kap.
Kąp est un village polonais de la voïvodie de Varmie-Mazurie, dans le powiat de Giżycko.

## Histoire

### Après la Seconde Guerre mondiale
La colonie a probablement été fondée après 1945.

### Guerre froide
Dans les années 1975-1998, Kąp s'est étendu administrativement à la voïvodie de Suwałki.